# Bang Saphan

Localisation de Bang Saphan dans la province de Prachuap Khiri Khan en Thaïlande

Bang Saphan est un district (amphoe) de la Thaïlande, situé au sud de la province de Prachuap Khiri Khan.
Sa population était de 71 241 habitants en 2006.

## Histoire
En 1893, Jean-Marc Bel y étudie les champs aurifères.